# Commune de Paikuse
La commune de Paikuse (en estonien : Paikuse vald) est une municipalité rurale d'Estonie située dans le Comté de Pärnu. Elle s'étend sur 177 km2

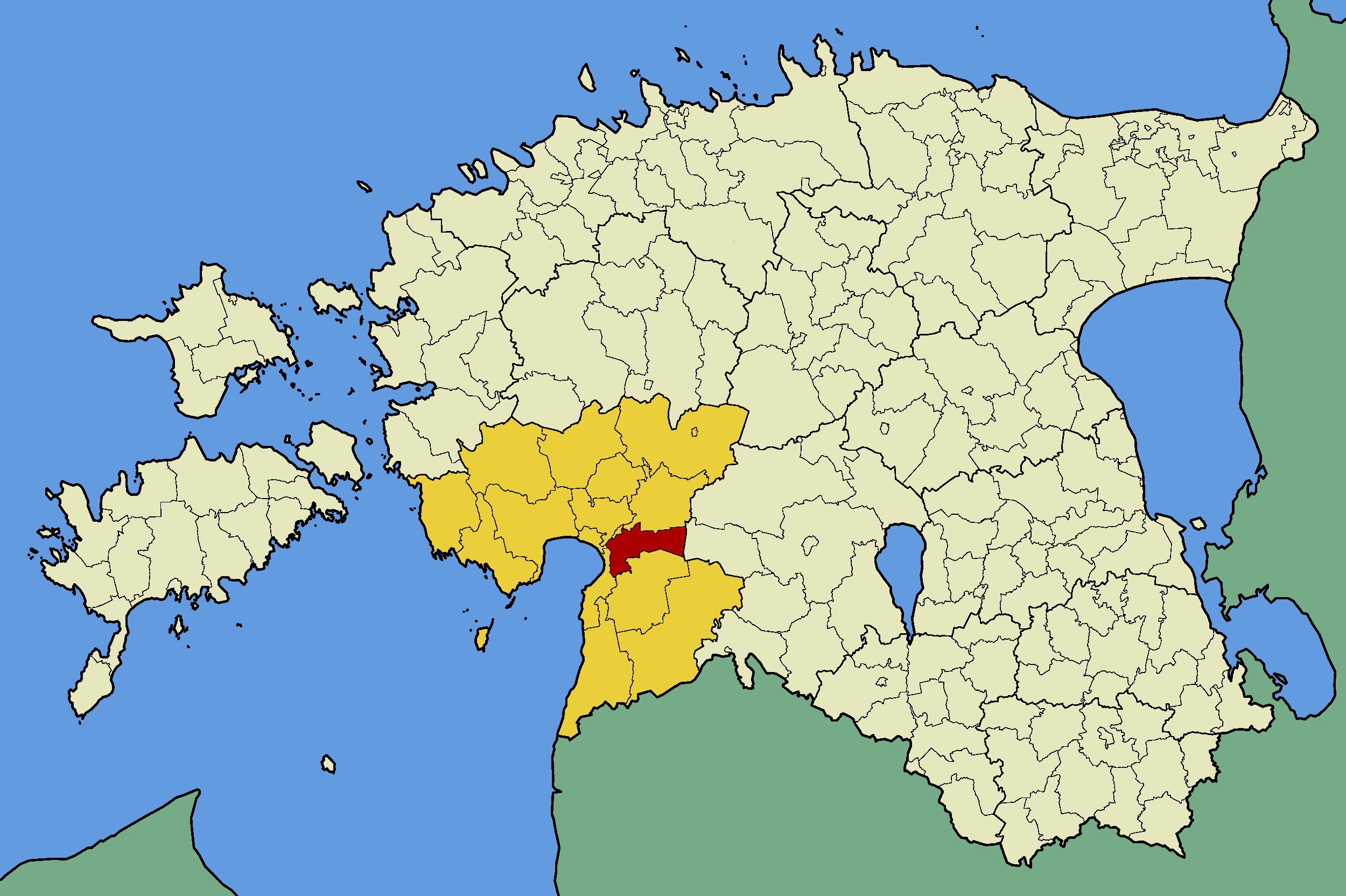
Commune de Paikuse (en rouge) dans le Comté de Pärnu (en jaune).

et a 4 010 habitants au 1er janvier 2012.

## Municipalité
La municipalité regroupe 1 bourg et 5 villages:

### Bourgs
Paikuse

### Villages
Põlendmaa, Seljametsa, Silla, Tammuru, Vaskrääma.